# Céline Lis-Raoux
Céline Lis-Raoux est une journaliste, écrivaine et directrice associative française.
Elle est notamment connue pour avoir créé Rose Magazine, magazine destiné aux femmes malades de cancer et avoir été l’instigatrice de la loi sur le droit à l’oubli en matière d’assurance pour les malades de cancers. 

## Biographie
Céline Lis est née en 1971 à Bordeaux dans une famille protestante impliquée dans le syndicalisme chrétien.
Elle fait des études de philosophie (hypokhâgne et khâgne) en parallèle d’un cursus à Sciences po Paris puis à l’École supérieure de journalisme de Lille (69e promotion ),. 
Elle collabore à de nombreux médias de presse écrite avant de rejoindre L’Express en 1996, au service Société. En 1998, elle fait partie de l’équipe de lancement de l’Express Magazine dont elle deviendra chef de service en 2004. 
Alors qu'un cancer lui est diagnostiqué, elle démissionne de L’Express en 2008.
En 2011, elle dépose avec son amie Céline Dupré les statuts de l’association loi de 1901 Rose (devenue RoseUp en octobre 2018) dont elle est directrice. 
En septembre 2011, parait Rose Magazine, magazine gratuit destiné aux malades de cancer dont Céline Lis-Raoux est directrice de la rédaction et de la publication,,. 

### Droit à l’oubli
En 2013, Céline Lis-Raoux présente dans une conférence de TEDx Paris la genèse de Rose Magazine et lance la thématique du droit à l’oubli après un cancer auprès du grand public.
La notion de droit à l'oubli (après un cancer) pour les malades de cancer a été évoquée pour la première fois en septembre 2011, dans Rose Magazine. 
Céline Lis-Raoux a milité pour l’obtention de ce droit via une campagne de presse et en publiant des tribunes dans les journaux Libération, Le Monde, et a été auditionnée par la Commission Santé du Sénat et présente des projets d’amendements à la loi de modernisation du système de santé de Marisol Touraine ,,.  
Le droit à l’oubli est voté en septembre 2016,. 

## Travaux littéraires
En 2009, elle publie L’Impatiente aux Éditions Jean-Claude Lattès, un roman nommé au prix Marie-Claire du roman 2009,

## Distinctions
- 2012 : Femme de l’année 2012, France Télévision/RTL/Marie-Claire[17].
- 2017 :  Chevalière de l'ordre national du Mérite[18].

## Vie privée
En 2005, elle se marie avec Philippe Raoux, viticulteur, propriétaire du Château d’Arsac (appellation Margaux) et collectionneur d’art contemporain.